# Epicephala bathrobaphes
Epicephala bathrobaphes là một loài bướm đêm thuộc họ Gracillariidae. Nó được tìm thấy ở Queensland.